# Henry Hardinge
Henry Hardinge (ur. 30 marca 1785 we Wrotham, zm. 24 września 1856 w South Park niedaleko Tunbridge Wells) – brytyjski arystokrata, wojskowy i polityk, generał artylerii, naczelny dowódca Sił Zbrojnych, sekretarz ds. wojny, główny sekretarz Irlandii, wicekról Indii.

## Życiorys

### Młodość i wykształcenie
Urodził się 30 marca 1785 we Wrotham jako syn Henry’ego Hardinge’a i Frances Best, córki Jamesa Besta. Wykształcenie odebrał w Eton College, Sevenoaks School oraz w Durham School.

### Kariera wojskowa
Po ukończeniu nauki wstąpił w 1799 r. do armii, do regimentu Queen’s Rangers, który stacjonował w Górnej Kanadzie. Podczas wojen napoleońskich brał udział w walkach na półwyspie Iberyjskim. Swój chrzest bojowy przeszedł w bitwie pod Vimierą. Podczas bitwy pod La Coruną znajdował się u boku generała Johna Moore’a, gdy ten odniósł śmiertelną ranę. Niedługo później Hardinge został mianowany przez sir Williama Beresforda zastępcą kwatermistrza generalnego armii portugalskiej. Hardinge uczestniczy we wszystkich bitwach podczas wojny na półwyspie Iberyjskim, odnosząc ranę w bitwie pod Vitorią. Brał udział również w bitwie pod Albuerą.
Po zakończeniu wojny w Hiszpanii opuścił armię, ale wstąpił do niej ponownie w 1815 r. po powrocie Napoleona z Elby. Został wtedy przydzielony do sztabu generalnego armii pruskiej. Brał udział w bitwie pod Ligny 16 czerwca 1815 r., gdzie stracił lewą rękę. Z tego powodu nie wziął udziału w stoczonej dwa dni później bitwie pod Waterloo. Za utratę ręki otrzymał rentę w wysokości 300 funtów i został odznaczony Krzyżem Komandorskim Orderu Łaźni. Książę Wellington podarował mu natomiast miecz należący do Napoleona.

### Kariera polityczna
W 1820 r. został wybrany do Izby Gmin jako reprezentant okręgu Durham. W niższej izbie brytyjskiego parlamentu zasiadał do 1844 r., kilkakrotnie zmieniając okręgi wyborcze (od 1830 r. reprezentował St Germans, od 1831 r. Newport w Kornwalii, zaś od 1832 r. Launceston). W 1828 r. został sekretarzem ds. wojny w gabinecie Wellingtona. Sprawował to stanowisko do 1830 r. i otrzymał ją ponownie od Roberta Peela w 1841 r. Sprawował je do 1844 r. W 1830 r. i w latach 1834–1835 był głównym sekretarzem Irlandii. W 1844 r. został gubernatorem generalnym Indii. Podczas jego urzędowania wybuchła wojna z sikhami. Początkowo oddał się wspaniałomyślnie pod rozkazy Hugh Gougha, ale nie zgadzając się z jego planami wojennym osobiście przejął dowodzenie. Po zakończonej sukcesem kampanii w Sobraon został mianowany wicehrabią Hardinge i otrzymał pensję od Korony w wysokości 3000 funtów. Brytyjska Kompania Wschodnioindyjska zaoferowała mu dodatkowe 5000 funtów, ale Hardinge odmówił przyjęcia tych pieniędzy.
Okres urzędowania Hardinge’a na stanowisku gubernatora zaznaczył się wieloma reformami społecznymi i ekonomicznymi. W 1848 r. lord Hardinge wrócił do kraju. Został tam członkiem Tajnej Rady i został odznaczony Krzyżem Wielkim Orderu Łaźni. W 1852 r. został generałem artylerii, a następnie Naczelnym Dowódcą British Army. Zrezygnował z tego stanowiska w1856 r., niedługo przed swoją śmiercią.

## Życie prywatne
10 grudnia 1821 r. poślubił lady Emily Jane Stewart (zm. 1865), córkę Roberta Stewarta, 1. markiza Londonderry, i lady Frances Pratt, córki 1. hrabiego Camden. Henry i Emily mieli razem dwóch synów:
- Charles Stewart Hardinge (1822–1894), 2. wicehrabia Hardinge, ożenił się z Lavinią Bingham, jego synami byli m.in. 3. wicehrabia Hardinge i lord Hardinge of Penshurst
- generał Arthur Edward Hardinge (1828–1892), ożenił się z Mary Howard, miał dzieci